# Елецкий уезд
Еле́цкий уезд — две административно-территориальных единицы, в которых уездным городом являлся Елец.
Первый Елецкий уезд существовал с 1615 по 1715 год как уезд Русского царства. Второй Елецкий уезд существовал с 1778 по 1928 год в составе Орловской губернии Российской империи.

## Первый Елецкий уезд

### История
Первый Елецкий уезд существовал с 1615 года по 1658 год как самостоятельный уезд Русского царства, с 1658 года по 1708 год в составе Белгородского разряда Русского царства, с 1708 года по 1710 год в составе Азовской губернии, с 1710 года по 1715 год в составе Воронежской обер-комендантской провинции Азовской губернии Русского царства.

### Административное деление
- Елецкий стан
- Бруслановский стан
- Воргольский стан
- Засосенский стан

## Ландратская доля
С 1715 года по 1719 год обер-комендантские провинции были упразднены и первый Елецкий уезд был преобразован в Елецкую ландратскую долю в составе Азовской губернии.

## Провинция
С 1719 года по 1725 год Елецкая ландратская доля была преобразована в Елецкую провинцию в составе Азовской губернии.
С 1725 года по 1775 год Елецкая провинция существовала в составе Воронежской губернии.

## Второй Елецкий уезд

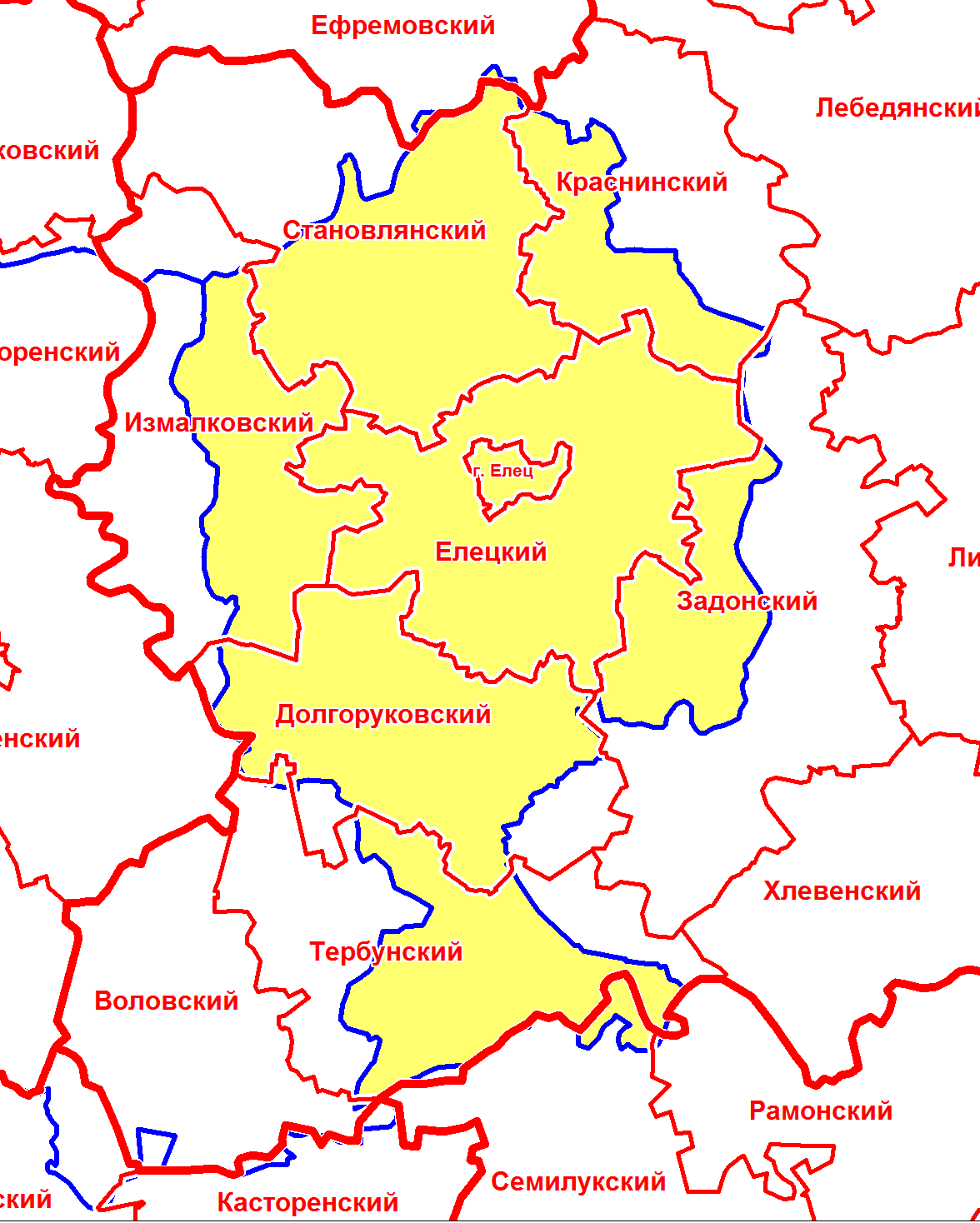
Второй Елецкий уезд в современной сетке районов

Второй Елецкий уезд был образован в 1778 году в составе Орловского наместничества.

### География
Второй Елецкий уезд располагался на востоке Орловской губернии, граничил:
- на севере с Ефремовским уездом Тульской губернии
- на северо-востоке с Лебедянским уездом Тамбовской губернии
- на востоке и юге c Задонским и Землянским уездами Воронежской губернии
- на западе с Ливенским уездом Орловской губернии.

Площадь уезда составляла в 1897 году 4 331,8 верст² (4 930 км²), в 1926 году — 5 479 км².

### История
Второй Елецкий уезд образован в 1778 году в составе Орловского наместничества (с 1796 года — Орловской губернии).
В 1928 году уезд был упразднён, его территория вошла в состав Елецкого округа Центрально-Чернозёмной области.

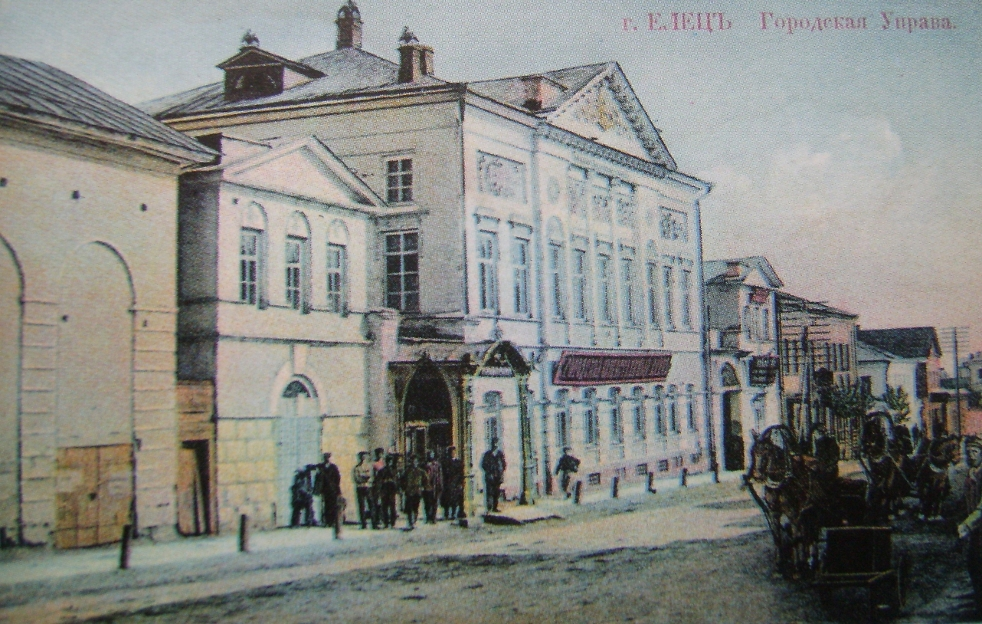
Открытка. Елец. Городская управа

### Население
По данным переписи 1897 года в уезде проживало 280 942 чел. В том числе русские — 98,6 %. В уездном городе Елец проживало 46 956 чел.
По итогам всесоюзной переписи населения 1926 года население уезда составило 377 293 человек, из них городское (г. Елец) — 43 239 человек.

### Административное деление
| Волость              | Дата образования | Ныне входит                                          | Административный центр | Населённые пункты |
| -------------------- | ---------------- | ---------------------------------------------------- | ---------------------- | --- |
| Афанасьевская        | до 1886          | Измалковский район, Елецкий район                    | Афанасьево             | с. Афанасьево, д. Архангельское, сельцо Ачкасово (Федоровка тоже), д. Бараново, с-цо Васильевское (Меркулово), д. Верхняя Короткая, д. Власово, д. Выголка, д. Вышняя Плоская, д. Дубки, с-цо Знаменское, с-цо Казеево, д. Каменка, д. Красниково, д. Лобановка, станция Лопатино, д. Марчуки, д. Маховщина, с-цо Никольское, с. Петровское, д. Пироговка, д. Средняя Короткая, д. Таликова, д. Урывки, д. Федоровка, с. Хмелевое, д. Шаталова, д. Ясенок. |
| Богато-Платовская    | до 1886          | Долгоруковский район, Тербунский район               | Богатые Платы          | |
| Больше-Боёвская      | 1918             | Долгоруковский район, Елецкий район                  | Большая Боёвка         | с. Большая Боёвка, хут. Алексеевский, д. Барановка, д. Брусинцево, с. Богородицкое, д. Зыбинка, д. Ивановка, д. Ильинка, д. Левашовка, д. Толстая Дубрава, д. Хитрово, ст. Хитрово. |
| Воронецкая           | до 1886          | Елецкий район                                        | Воронец                | с. Воронец, с. Архангельское (Пушкари), д. Бол. Александровка, д. Алсуфьевка, д. Буевка, д. Воронец-Быковка, д. Васильевка, д. Голубева, д. Дмитриевско-Даниловка, д. Елагино (с. Пушкарское), д. Жуковка, д. Казинка, д. Климентьевка, д. Кукуевка-Лисички, с. Лавы, д. Лосевка, д. Лукошкина, д. Макаровка, д. Матвеевка, д. Молодец Сухотина, д. Нетесова, д. Новый Хутор, д. Озерки (Васильевское), д. Павловка, с. Паниковец, д. Петровские Круги, д. Свидеровка (с-цо Крутое), д. Суры, д. Сухотиновка, д. Федоровка, д. Фоминка, д. Чернышовка, д. Чибисовка, д. Шаталовка.                                                                                      |
| Верхне-Дрезгаловская | до 1868          | Краснинский район, Елецкий район                     | Верхнедрезгалово       | с. Верхнедрезгалово, д. Александровка, д. Алексеевка, с. Аргамачья Пальна, с. Архангельское-Кукишево, д. Васильевка, д. Выглядовка (Воробьевка), д. Дмитровка, д. Знаменское, д. Ивановка, с. Илемское, д. Казачье (Шатилово), д. Колосовка, д. Корытня, д. Лесковские Выселки, д. Лысовка, слоб. Засосенская, д. Михайловка, с. Нижнее Дрезгалово, д. Николаевка, д. Петровка, д. Покровское, д. Поповка, д. Рогова, д. Суворовка, с. Талец, д. Чернавка, д. Яблоновая. |
| Извальская           | до 1868          | Елецкий район, Задонский район                       | Большие Извалы         | с. Большие Извалы (Пятницкое), д. Алленская, д. Александровка (Писаревка), д. Апухтина, д. Барановка, д. Барымовка, д. Варваровка, д. Васильевка, д. Владимировка, д. Вороновых Дворах, д. Екатериновка, д. Ивлевка, ст. Извалы, д. Кожуховка, с. Колодезка (Невежино), д. Камбаровка, д. Колесова, д. Колобовка, д. Колодезская, д. Кургановка, д. Ливенская, с. Липовка, д. Малые Извалы, д. Нечаевка, с. Ново-Ольшанец, д. Николаевка, д. Павлова, д. Парусная (Петропавловская), д. Петропавловские дворики (Понарьино), д. Пятницкая, д. Секретаровка, д. Студеная, д. Сухая Каменка, с. Хмелинец, д. Ястребовка.                                                  |
| Казацкая             | до 1868          | Елецкий район, Измалковский район                    | Казаки                 | |
| Казинская            | до 1886          | Тербунский район                                     | Казинка                | с. Казинка, д. Алексеевка, д. Алымчик, д. Балынковка, с. Берёзовка, д. Воейково, д. Ивановка, д. Олымовка, д. Марьина, д. Михайловка, с-цо Никольское, с-цо Петровское, с. Солдатское, д. Тихвино-Никольское. |
| Каменская            | до 1886          | Долгоруковский район, Елецкий район, Задонский район | Каменка                | с. Каменка (Никольское), д. Алексеевка, с. Болховское, с. Большая Слепуха, д. Борки, д. Брусенцово, с. Введенское (Вороново), с. Введенское (Яблоново), д. Дерновка, д. Дмитриевка (Поповка), с. Знаменское, д. Знобиловка, д. Ивановка (Мещерка), д. Ильинка, д. Колодезная, д. Крюково, д. Кукуевка, д. Куртиновка, д. Локтева, д. Малая Боевка, д. Малая Слепуха (Карташевка), д. Марьина, д. Маховецкая, д. Михайловка-Нарезки, д. Ольшаный Колодезь, д. Б. Панарьина, д. М. Понарьино, с. Паниковец, д. Пестовка, д. Пятницкая, д. Салтановка-Алексеевка, д. Салтановка Дубрава, д. Сосенка (Бутырки), д. Танеевка, д. Туляны, д. Федоровка.                       |
| Ламская              | до 1868          | Елецкий район                                        | Ламская                | слоб. Александровская, с. Аргамач-Пальна, слоб. Аргамачья, д. Белевцы, слоб. Беломестная, д. Дурновка (Касимовка), д. Комардиной, д. Ламская Пальна, слоб. Ламская, с-цо Михайловское, с. Ольшанец, д. Пальна-Трубицына, с. Пищулино, слоб. Подмонастырская, д. Проконная-Поляна, с. Рогатое, с. Сазыкино, д. Стар. Селища, сл. Стар. Ямская, с. Хмелинец. |
| Перекоповская        | 1909             | Тербунский район, Семилукский район                  | Перекоповка            | д. Перекоповка, с. Красная Поляна, д. Новая Ивановка, д. Новопавловское, с. Озёрки, с-цо Спасское, д. Старая Ивановка. |
| Предтечевская        | до 1868          | Измалковский район                                   |                        | |
| Сергиевская          | до 1868          | Долгоруковский район, Тербунский район               | Меньшой Колодезь       | с. Меньшой Колодезь, д. Большой Колодезь. |
| Соловьевская         | до 1868          | Становлянский район                                  | Соловьёво              | |
| Становлянская        | до 1886          | Становлянский район                                  | Становая               | д. Агеевка, д. Алексеевка (Целыковская), д. Арсеньевка, д. Боевка (Кириловка), д. Верхняя Слободка, с-цо Глушиц, д. Гущина, д. Жокова, с. Злобин Воргол, д. Кладовка, д. Курасовка, д. Новоалександровка, д. Новоселидебное, д. Новоселки-Алферово, д. Новосельское, д. Овсяный Брод, с. Плоское, д. Поддолгое, д. Подхорошая, д. Семеновка, д. Становая, станция Становая, с-цо Субочево, с. Телегино, станция Телегино, д. Тинькова, с. Тростное, с. Усть-Воргольское. |
| Стегаловская         | до 1868          | Долгоруковский район                                 | Стегаловка             | с. Стегаловка, д. Агаркова, д. Анютина, д. Беклемищево, с-цо Богатое, д. Выголки, д. Глушица, с. Грызлово, д. Ермоловка, д. Ильинка-Свишня, д. Котова, д. Красное, д. Набережная 1-я, д. Набережная 2-я, с-цо Надежино, д. Маховщина, д. Нестерова, д. Ольгина, д. Орановская, д. Петровская, д. Плоты (Грибоедовка), д. Приют, д. Рогова, с. Свишни, с. Стрелец, д. Троицкое, д. Хитрая. |
| Суворовская          | до 1886          | Елецкий район                                        | Суворовка              | д. Суворовка (Малая Суворовка, Суворовские Выселки), с-цо Александровка, д. Анненская, д. Аркатова, д. Галичья Гора, с. Голиково (Борки), с. Ериловка, слоб. Задонская, д. Колодезьное, д. Колпаки, с. Липовка, д. Новопоселенный Ольшанец, д. Сахоровка, д. Соколинская, д. Хорошевка, д. Черкасские выселки, с. Черкассы. |
| Тербунская           | до 1868          | Тербунский район                                     | Тербуны                | с. Тербуны, с. Бурдино, с. Дубрава, д. Лобановка, с. Новосильское, станция Тербуны, с. Хутор-Березовка (Голопузовка), с. Яковлево, д. Яковлева (Юрасово). |
| Чернавская           | до 1868          | Измалковский район, Долгоруковский район             | Чернава                | с. Чернава, с. Асламово, д. Бутырки, д. Войсковая, с-цо Власово, д. Денисово, с. Ерново, с-цо Знаменка, д. Комонина, д. Курдюкова, д. Лобовка, д. Лутово, сл. Никитина, сл. Пятницкая, сл. Русская Казинка, с. Сухой-Ольшанец, с. Черкасская-Войсковая, д. Ясенок. |
| Ястребиновская       | до 1868          | Становлянский район, Измалковский район              | Ястребин Колодезь      | с. Ястребин Колодезь, д. Баевка, д. Большая Свитогорка, д. Бородинка, д. Блинцовка-Григоровка, д. Бутырки, д. Верхняя Каменка, д. Выглядовка, с-цо Глотово, с. Грунин-Воргол, д. Дмитриевка-Парахина, д. Дмитровка, д. Георгиевская, д. Егорьевское, хут. Жерновка, д. Жилая, д. Каменка, с-цо Климентьево, д. Красавка, д. Круглая, д. Крутое, д. Кулешовка, д. Лакейская, д. Лимовая, д. Мало-Архангельск, д. М. Огневка (Баевка), хут. Матренинский, д. Михайловка, д. Муромка, хут. Неронов, д. Новоселки, д. Огневка (Дмитриевка), д. Огневка (Николаевка), д. Озерки, д. Паленка, д. Плоты, д. Польская, с. Покровское, д. Святогорки, д. Филенки, д. Черемошная. |